# To be, To be, Ten made To be
「To be,To be,Ten made To be」（トゥ・ビー、トゥ・ビー、テン・メイド・トゥ・ビー）は、タッキー&翼の1枚目のシングル。2003年2月26日にavex traxから発売された。

## 概要
- タッキー&翼のファーストシングル。前年にミニアルバム『Hatachi』でCDデビューを果たしていたが、本作が初のシングルとなった。
- CCCD+DVD+グッズ、CCCD+VHS+グッズ（初回限定盤）、CCCD+DVD、CCCD+VHS、CCCD（通常盤）以上五形態でのリリース。DVD・VHSにはデビューミニアルバム『Hatachi』のリード曲である「キ・セ・キ」・「Get Down」・「Hatachi」のミュージックビデオが収録されている。
- 「卒業〜さよならは明日のために〜」は、滝沢秀明出演のオリンパス「μデジタル」CMソング。
- オリコンシングルチャートでは、最高位3位を獲得。
- タイトルをローマ字読みすると「飛べ、飛べ、天まで飛べ」となる（昭和初期からあるとされる日本語の言葉遊びの一つである[1]）。

## 収録曲
1. 卒業〜さよならは明日のために〜
（作詞：Kenn Kato / 作曲：松本良喜 / 編曲：CHOKKAKU）
  - オリンパス「μデジタル」CMソング
2. To be,or not to be
（作詞：小幡英之 / 作曲・編曲：HΛL）
3. Brand-new song medley
  1. 生きてる証
  2. 風 / 滝沢秀明
  3. LOVE&TOUGH / 今井翼

VHS/DVD
1. Hatachi visual mix
2. 「キ・セ・キ」〜「Get Down」〜「True Heart」

## 映像作品
卒業〜さよならは明日のために〜
- DREAM BOY
  - 滝沢がソロで披露
- 滝翼春魂
- タキツバCLIPS（PV映像）
- Tackey & Tsubasa Premium Live DVD -5th Anniversary Special Package-
- Thanks Two you（PV映像）

To be,or not to be
- 滝翼春魂
- Tackey & Tsubasa Premium Live DVD -5th Anniversary Special Package-
- CONCERT TOUR 2010 滝翼祭
- Youは何しに？タッキー＆翼CONCERT そこにタキツバが私を待っている 正月は東京・大阪へ

## 収録アルバム
卒業〜さよならは明日のために〜
- Twenty Two
- 犬夜叉 ベストソング ヒストリー
  - 『犬夜叉』挿入歌として再録音・アレンジした『卒業 〜さよならは明日のために〜 (ONE VERSION)』での収録、編曲：和田薫
- タキツバベスト
- Thanks Two you
  - シングルバージョン

To be,or not to be
- TEN
  - 10th PAST盤、PRESENT盤のDISC2に収録。
- Thanks Two you